# شاکونتالا دوی (فیلم)
شاکونتالا دوی (به هندی: Shakuntala Devi) فیلمی است محصول سال ۲۰۲۰ و به کارگردانی آنو منون است. در این فیلم بازیگرانی همچون ویدیا بالان، جیشو سنگوپتا، سانیا مالهوترا، آمیت ساد، شبا چادها و لوکا کالوانی ایفای نقش کرده‌اند.
این فیلم داستان زندگی شاکونتالا دوی می‌باشد.